# Crunchbase
A Crunchbase é uma plataforma para encontrar informações comerciais sobre empresas privadas e públicas.
As informações da Crunchbase incluem investimentos e informações sobre financiamento, membros fundadores e indivíduos em posições de liderança, fusões e aquisições, notícias e tendências do setor. Originalmente construído para acompanhar startups, o site da Crunchbase contém informações sobre empresas públicas e privadas em escala global.
Alguns dos concorrentes notáveis da Crunchbase incluem Tracxn, CB Insights, Mattermark e Datafox.
A Crunchbase fornece seus dados de quatro maneiras: o programa de empreendimento, aprendizado de máquina, uma equipe interna de dados e a comunidade Crunchbase. Os membros do público podem enviar informações para o banco de dados do Crunchbase. Essas submissões estão sujeitas a registro, validação social e são frequentemente revisadas por um moderador antes de serem aceitas para publicação.

## História

O antigo logotipo da Crunchbase, usado antes do nome ser alterado de CrunchBase para Crunchbase

O Crunchbase foi originalmente fundado em 2007 por Michael Arrington, como um lugar para acompanhar as startups que a empresa-mãe TechCrunch apresentou nos artigos. De 2007 a setembro de 2015, o TechCrunch manteve o controle do banco de dados da Crunchbase.
Em setembro de 2010, a AOL adquiriu a TechCrunch e, posteriormente, a Crunchbase como uma das empresas do portfólio da TechCrunch. Em novembro de 2013, a AOL estava em disputa com o start-up Pro Populi sobre o uso da empresa de todo o conjunto de dados Crunchbase em aplicativos desenvolvidos pela Pro Populi. Um desses aplicativos, conhecido como People + Pro Populi, foi representado pela Electronic Frontier Foundation.
Em 2014, a Crunchbase adicionou incubadoras, parceiros de capital de risco e um novo recurso de cabeçalho ao banco de dados de inicialização.
Em 2015, a Crunchbase se separou da AOL/Verizon/TechCrunch para se tornar uma entidade privada. Em setembro de 2015, em conjunto com o desmembramento, a Crunchbase anunciou 6,5 milhões de dólares em recursos captados pela Emergence Capital. Isso foi seguido em breve com uma rodada de acompanhamento de dois milhões de dólares em novembro de 2015.
Em 2016, a empresa renomeou da CrunchBase para a Crunchbase e lançou seu primeiro produto: Crunchbase Pro.
Em abril de 2017, a Crunchbase anunciou uma série B de dezoito milhões de dólares do Mayfield Fund. Ao mesmo tempo, a Crunchbase lançou dois novos produtos - Crunchbase Enterprise e Crunchbase for Applications.
Em 2018, a Crunchbase lançou o "Crunchbase Marketplace".

## Produtos
Crunchbase Pro
Projetada para usuários avançados, essa ferramenta oferece recursos de pesquisa mais detalhados, análises de tendência de mercado e alertas para rastrear indústrias, pessoas, empresas e investidores.
Crunchbase Marketplace
O Marketplace permite que os usuários pesquisem e analisem empresas com fontes de dados de terceiros integradas. Os usuários também podem acessar dados adicionais, como tráfego da Web, pilha de tecnologia e orçamentos de TI.

Crunchbase Enterprise
O Enterprise permite que os usuários realizem consultas típicas de business intelligence e análise, como configurar e acompanhar tendências de investimento, identificar e acompanhar indústrias em crescimento e identificar empresas próximas.
Crunchbase for Applications
Essa ferramenta permite que os usuários integrem os dados da Crunchbase em seus produtos, oferecendo a seus clientes a capacidade de contextualizar automaticamente os clientes em potencial para priorizar seu canal de vendas e identificar os principais sinais de compra.

## Base de usuários
A Crunchbase tem mais de 560.000 colaboradores ativos da comunidade na plataforma. Mais de cinco milhões de usuários acessam o site da Crunchbase a cada mês.